# Hív a szülőföld (szobor)
A Hív a szülőföld a sztálingrádi csata hőseinek állított emlékműegyüttes kompozíciós központja Volgográdban, Oroszországban. Jevgenyij Vucsetics szobrász és Nyikolaj Nyikityin építészmérnök tervezte, és elkészültekor, 1967-ben a világ legmagasabb szobrának számított. 85 méterével ma is rekorder, hiszen a legmagasabb szobor Európában és a legmagasabb női szobor a világon.
2014 óta az emlékműegyüttes részeként szerepel az UNESCO világörökségi javaslati listáján.

## Építés

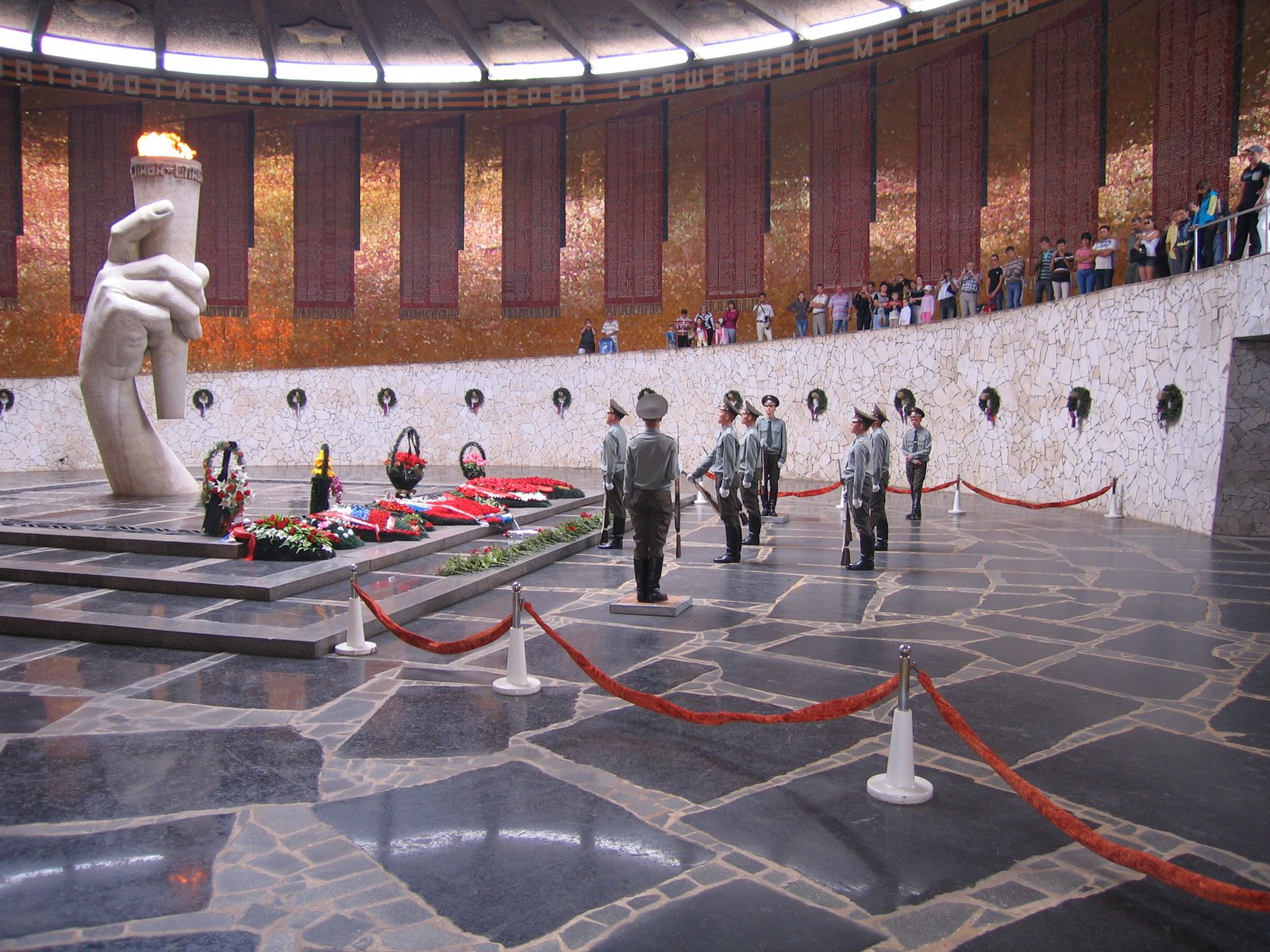
Örök láng a Mamayev Kurgan emlékkomplexumban

A szobrászművész Jevgenyij Vucsetics és a mérnök Nyikolaj Nyikityin alkotása egy 85 méter magas nőalak, előrelépve, felemelt karddal. A szobor a szülőföld allegorikus képe, amely felszólítja fiait és lányait, hogy verjék vissza az ellenséget, és folytassák további támadásaikat. 
A Hív a szülőföld mérnöki szempontból rendkívül bonyolult, testtartása és jobbra magasan felemelt kardja, a bal kéz hívó gesztusa miatt. A technológia az üreges szobron alapul, feszített betonnal és drótkötelekkel kombinálva egy olyan megoldás, amely megtalálható Nyikityin egy másik munkájában, az osztankinói tévétoronyban is, Moszkvában. Belül az egész szobor különálló cellákból vagy kamrákból áll, mint például egy épület szobái. A szobor betonfalai 25–30 cm vastagok.
Az emlékmű építését 1959 májusában kezdték meg, és 1967. október 15-én fejezték be. A megépítése idején a világ legmagasabb szobra volt. Az emlékmű komplexum fő műemlékének restaurálására 1972-ben került sor, amikor a kardot egy másik, teljes egészében rozsdamentes acélból álló anyag váltotta fel.
Valószínű, hogy Vucsetics a figura testét Nina Dumbadze diszkoszvetőről, arcát pedig feleségéről, Veráról mintázta. Különböző források szerint Valentyina Izotova vagy Jekatyerina Grebnyeva pózoltak a szoborhoz. Azt is feltételezik, hogy a szobor párhuzamot mutat a párizsi diadalívben található "Marseillaise" alakjával, és a szobor pózát a Szamothrakéi Niké szobra ihlette. 
Éjszaka a szobor fényszórókkal van megvilágítva. Különlegesen világították meg a "Nagy győzelem fénye" című bemutató részeként, amely a náci Németország elleni győzelem 72. évfordulóját ünnepelte.

## Méretek
Amikor az emlékművet 1967-ben felavatták, a világ legmagasabb szobra volt, 85 méterével a kardja hegyétől a lábazat tetejéig. A lábazat további 2 méter, és egy 16 méter mélységű betonalapra van telepítve. A figura 52 méter, a kard pedig 33. Az emlékmű súlya több mint 8 ezer tonna. A szobor 5500 tonna betont és 2400 tonna fémszerkezetet tartalmaz, maga a kard súlya 14 tonna. A keret merevségét 99 feszített fémkábel támogatja.

## Az emlékmű kapcsolata másokkal
Kétszáz lépés, amely a sztálingrádi csata 200 napját szimbolizálja, vezet a hegy aljáról az emlékműhöz. A szobor megjelenik a Volgogradi terület jelenlegi zászlóján és címerén is. 
Vaszilij Ivanovics Csujkovot, a Szovjetunió marsallját az emlékmű területén temették el, csakúgy, mint a híres szovjet mesterlövészt, Vaszilij Grigorjevics Zajcevet, aki a sztálingrádi csatában 225 ellenséges katonát ölt meg. 
Az emlékmű a szárnyas oltárkép központi része, amely magában foglalja a magnitogorszki "Hátsó Front" és a "Harcos-felszabadító" emlékműveket a Berlin Treptower Parkban.   

## Strukturális problémák
A kard eredetileg rozsdamentes acélból készült, titánlemezekkel díszítve. A kard hatalmas tömege és felülete, kolosszális méretei miatt nagy szélben erőteljesen leng, ez túlzott mechanikai feszültséget okozott azon a helyen, ahol a kardot tartó kéz a testhez volt rögzítve. A kard kialakításában bekövetkezett deformációk a titánlemezek mozgását is okozták, és mennydörgés hangját keltették. Ezért 1972-ben a pengét lecserélték egy másik, teljesen egészében acélrésszel, és a kard felső részébe lyukakat fúrtak, hogy csökkenjen a szélterhelés. 
A jelentések szerint a szobor 2009-ben a talajvízszint változása során dőlni kezdett az alap mozgása miatt. A szobor nincs rögzítve az alapokhoz, csak a súlya tartja a helyén. Egy névtelen tisztviselő azt állította, hogy 20 centiméterrel elmozdult, és nem várható, hogy összeomlás nélkül tovább haladjon. Az emlékmű-helyreállítási programot 2008–2009-ben dolgozták ki, a konzerválási és helyreállítási munkák pedig 2010-ben kezdődtek.

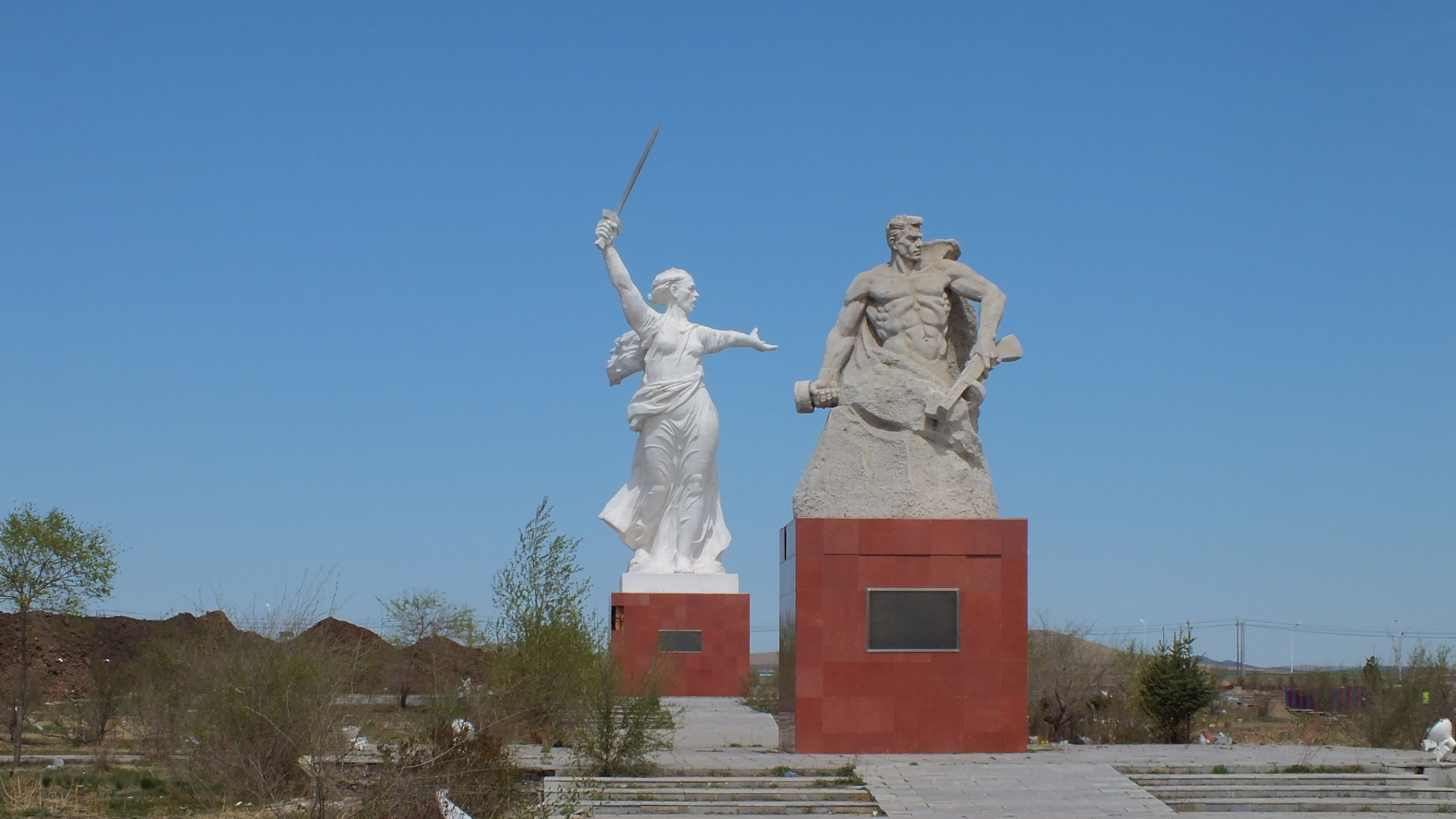
Az emlékmű másolata Kínában

2017 tavaszán elkezdődött az emlékmű átfogó helyreállítási programja, amely másfél évig tartott, kétmilliárd rubel költséggel. Az összes kialakult repedést megjavítják, és több mint 6000 m² betonfelületet állítanak helyre.

## Érdekességek
- A szobor az 1983-es keletnémet postai bélyegen látható.
- A szobor egy másolata Manzhouliban, Kínában található.
- A szobrot egy 1975-ös rubel emlékérme is ábrázolja.

## Fordítás
Ez a szócikk részben vagy egészben  a   The Motherland Calls című angol Wikipédia-szócikk ezen változatának fordításán alapul.  Az eredeti cikk szerkesztőit annak laptörténete sorolja fel. Ez a jelzés csupán a megfogalmazás eredetét és a szerzői jogokat jelzi, nem szolgál a cikkben szereplő információk forrásmegjelöléseként.